# Bácskai Miklós
Bácskai Miklós (? – 1504) egri prépost, majd megyés püspök. Gyakorta keverik unokaöccsével, aki Bacskai Miklós néven őt váltotta az eger-vári Szent Péter-társaskáptalan préposti pozícióban.

## Élete
Köznemesi családból származott. Mátyás király 1488-ban megbízta őt, mint egri főesperest, hogy a pápának élő szóban referáljon. 1489. év elején Mátyás udvarában, Bécsben tartózkodott.
1488-1495 között egri kanonok, 1498-1499 között prépost. 1493-ban mislyei prépost. A veszprémi Mindenszentek káptalan prépostja. 
1499-1501 között szerémi megyés püspök. 1501-1503 között nyitrai püspök, majd erdélyi püspök. Fügedi Erik szerint 1502-ben lett erdélyi püspök. 
II. Ulászló nevében ő kötötte meg Candale-i Anna grófnővel a házassági szerződést, és elkísérte új hazájába a királynét. Jelen volt a menyasszony kiséretében 1502 augusztusában Székesfehérvárott is.